# San Diego Music Awards
Die San Diego Music Awards ist eine seit 1991 jährlich veranstaltete Preisverleihung um die besten Künstler im lokalen Musikbereich zu würdigen.
Der erste Organisator der Verleihung war der San Diego CityBeat (früher SLAMM), San Diegos größte Musikzeitschrift. Inzwischen werden die San Diego Music Awards von der San Diego Music Foundation ausgetragen. Gesponsert wird die Veranstaltung von lokalen Unternehmen, wie etwa der Karl Strauss Brewing Company. Seit der Erstveranstaltung im Jahr 1991 wurden Preise in den verschiedensten Kategorien vergeben, die annähernd jeden Musikstil abdecken.
Im Rahmen der San Diego Music Awards traten bereits mehrere namhafte Künstler wie Jason Mraz, Blink-182 und Switchfoot auf. Aber auch eher unbekannte Gruppen spielen bereits bei den Awards, wie Steve Poltz oder auch Pierce the Veil.